# Gérôme Cholley
Pas d'image ? Cliquez ici

a Compétitions nationales et continentales officielles uniquement.

Dernière mise à jour le 7 avril 2025.
Gérôme Cholley, né le 19 août 1978 à Toulouse (Haute-Garonne), est un joueur de rugby à XV français qui évolue au poste de deuxième ligne.
Il est le fils de l'ancien international Gérard Cholley.

## Carrière
Gérôme Cholley commence par pratiquer le football, jouant dans les catégories jeunes du Toulouse Football Club au poste de gardien de but. Il commence finalement le rugby à XV à l'âge de 19 ans. Après un bref passage par Ramonville, il rejoint le centre de formation de l'US Colomiers, avec qui il commence sa carrière professionnelle.
Peu utilisé à Colomiers, il décide en 2002 de rejoindre le Blagnac SCR en Fédérale 1,. Trois saisons plus tard, il est recruté par le FC Auch, évoluant en Pro D2. Avec ce club, il dispute une saison en Top 14 en 2007-2008.
Il fait son retour à l'US Colomiers en 2008. Il met un terme à sa carrière de joueur en 2014. 

## Palmarès
- Vainqueur du Championnat de France de 2e division en 2007 avec le FC Auch.
- Vainqueur du Championnat de France de Fédérale 1 en 2012 avec l'US Colomiers.